# (898) Hildegard
(898) Hildegard – planetoida z pasa głównego asteroid okrążająca Słońce w ciągu 4 lat i 183 dni w średniej odległości 2,72 au. Została odkryta 3 sierpnia 1918 roku w Landessternwarte Heidelberg-Königstuhl w Heidelbergu przez Maxa Wolfa. Nazwa pochodzi od św. Hildegardy z Bingen. Przed nadaniem nazwy planetoida nosiła oznaczenie tymczasowe (898) 1918 EA.